# Żurawiowe
Żurawiowe (Gruiformes) – rząd ptaków z podgromady ptaków nowoczesnych Neornithes. Obejmuje gatunki prowadzące naziemny tryb życia, zamieszkujące stepy, pustynie i półpustynie, bagna oraz lasy tropikalne. Występują na wszystkich kontynentach oprócz Antarktydy, wiele jako gatunki reliktowe. Stanowią grupę silnie zróżnicowaną, co powoduje, że niektóre rodziny bywają klasyfikowane w innych rzędach, a ich systematyka jest powodem kontrowersji.

## Charakterystyka
Żurawiowe znacznie różnią się między sobą pod względem budowy, kształtu ciała i barwy upierzenia. Najmniejsze, np. karliczka ważą zaledwie 40 g, największe natomiast, wśród nich żuraw indyjski, osiągają do 23 kg masy ciała. Chruściele to nieduże, niskie, przez większość czasu ukrywające się wśród roślin zwierzęta. Część przedstawicieli rzędu prowadzi wodny lub ziemno-wodny tryb życia. Część gatunków bardzo dobrze lata, choć inne mają małe skrzydła i są słabymi lotnikami (np. chruściele) lub są wręcz nielotami. Inne przystosowały się do wodnego trybu życia i są dobrymi pływakami. Wspólną cechą żurawiowych jest brak wola.

## Odżywianie się
Żurawiowe są wszystkożercami: w skład ich pokarmu wchodzą zarówno rośliny, jak i owady, pierścienice, małże, mięczaki, skorupiaki, gryzonie, gady, płazy czy ryby. Niektóre gatunki żerują na polach uprawnych, jedząc kukurydzę, sorgo i inne zboża.

## Rozmnażanie się
W zależności od gatunku żurawiowe są monogamiczne lub poligamiczne. U większości przedstawicieli występują złożone rytuały godowe, np. widowiskowe tańce żurawi, które łączą się w pary na całe życie. Gniazda ptaki te tworzą na ziemi, na kępach roślin, zbiornikach wodnych lub na drzewach. W zależności od gatunku liczba jaj w zniesieniu wynosi od 1 do 17. Inkubacja trwa 12–30 dni. Żurawiowe są zagniazdownikami.

## Podział systematyczny
Do rzędu zaliczane są następujące rodziny:
Nadrodzina: Ralloidea Rafinesque, 1815
- Rallidae – chruściele
- Sarothruridae – kusokurki
- Heliornithidae – perkołyski

Nadrodzina: Gruoidea Vigors, 1825
- Psophiidae – gruchacze
- Aramidae – bekaśnice
- Gruidae – żurawie

Do żurawiowych zaliczane są także wymarłe rodziny:
- Psilopteridae
- Brontornithidae
- Cunampaiidae
- Opisthodactylidae
- Bathornithidae
- Hermosiornithidae
- Geranoididae
- Orthocnemidae

Dawniej do żurawiowych zaliczano też madagaskarniki (Mesitornithidae), kagu (Rhynochetidae), słonecznice (Eurypygidae), dropie (Otididae), kariamy (Cariamidae), a niekiedy także przepiórniki (Turnicidae), jednak badania wykazały, że nie są one z żurawiowymi blisko spokrewnione. Obecnie umieszcza się je w odrębnych, monotypowych rzędach, a przepiórniki zalicza się do rzędu siewkowych (Charadriiformes).

## Filogeneza
Kladogram według Tree of Life Web Project
|  | \| \| Gruidae \| \| \| \| \| \| Aramus guaranua \| \| \| \| |
|  |                                                             |
|  | ?Psophiidae                                                 |
|  |                                                             |
|  | Gruidae                                                     |
|  |                                                             |
|  | Aramus guaranua                                             |
|  |                                                             |

|  | Gruidae         |
|  |                 |
|  | Aramus guaranua |
|  |                 |

|  | \| \| Heliornithidae \| \| \| \| \| \| Sarothruridae \| \| \| \| |
|  |                                                                  |
|  | Rallidae                                                         |
|  |                                                                  |
|  | Heliornithidae                                                   |
|  |                                                                  |
|  | Sarothruridae                                                    |
|  |                                                                  |

|  | Heliornithidae |
|  |                |
|  | Sarothruridae  |
|  |                |

|  | \| \| Gruidae \| \| \| \| \| \| Aramus guaranua \| \| \| \| |
|  |                                                             |
|  | ?Psophiidae                                                 |
|  |                                                             |
|  | Gruidae                                                     |
|  |                                                             |
|  | Aramus guaranua                                             |
|  |                                                             |

|  | Gruidae         |
|  |                 |
|  | Aramus guaranua |
|  |                 |

|  | \| \| Heliornithidae \| \| \| \| \| \| Sarothruridae \| \| \| \| |
|  |                                                                  |
|  | Rallidae                                                         |
|  |                                                                  |
|  | Heliornithidae                                                   |
|  |                                                                  |
|  | Sarothruridae                                                    |
|  |                                                                  |

|  | Heliornithidae |
|  |                |
|  | Sarothruridae  |
|  |                |